# Frank Amankwah
Frank Amankwah (Obuasi, 29 de dezembro de 1971) é um ex-futebolista profissional ganês, atuava como defensor, medalhista olímpico de bronze.
Frank Amankwah conquistou a a medalha de bronze em Barcelona 1992.